# Roberto Navigli
Roberto Navigli (Roma, 1978) è un informatico italiano e professore presso il Dipartimento di Ingegneria Informatica, Automatica e Gestionale "Antonio Ruberti" dell'Università degli Studi di Roma "La Sapienza", dove guida il gruppo di ricerca Sapienza NLP.

## Carriera e ricerca
Navigli è ricercatore e professore universitario dal 2007 ed è stato Visiting Research Fellow e Visiting Professor presso la School of Informatics dell'Università di Edimburgo, l'Università del Sussex, l'Università di Wolverhampton e il Centro di Studi Avanzati dell'Università Ludwig Maximilian di Monaco. 
La sua ricerca è focalizzata sull'Intelligenza Artificiale, in particolare sulle tecniche algoritmiche e di apprendimento automatico che mirano ad abilitare la comprensione e la rappresentazione computazionale del significato in centinaia di lingue, apportando contributi significativi a vari campi dell'elaborazione del linguaggio naturale, tra cui la Word Sense Disambiguation, l'Entity linking, il Semantic Role Labeling e il parsing semantico. La ricerca di Roberto Navigli si concentra sullo sviluppo di rappresentazioni semantiche di parole e frasi indipendenti dalla lingua in cui sono scritte. A tal fine, ha ideato e sviluppato BabelNet, un grande grafo multilingue che - tramite l'introduzione del concetto di synset multilingue e un algoritmo di mappatura tra inventari - integra la conoscenza lessico-semantica proveniente da risorse computazionali quali WordNet, Wikipedia, Wiktionary e Wikidata. BabelNet è utilizzato da oltre mille università nel mondo. 
Più recentemente, nell'ambito dell'intelligenza artificiale generativa, ha guidato il progetto del modello Minerva, il primo modello linguistico di grandi dimensioni (Large Language Model) preaddestrato da zero in lingua italiana e rilasciato con filosofia open source. Per il lavoro su Minerva, nel 2025 ha ricevuto il Premio Capo D'Orlando.
Navigli ha ottenuto due Grant dello European Research Council (ERC): uno Starting Grant per la creazione di BabelNet e la disambiguazione multilingue, in particolare l'algoritmo Babelfy, e un successivo ERC Consolidator Grant per lavorare su rappresentazioni semantiche indipendenti dalla lingua a livello di frase, che hanno portato alla BabelNet Meaning Representation e all'ideazione di un parser semantico multilingue, con l'obiettivo di creare "il DNA del linguaggio". Questi due grant sono stati evidenziati dall'Unione Europea tra i 15 progetti attraverso i quali l'ERC ha trasformato la scienza. Con il premio Nobel Anne L'Huillier nel 2024 ha aperto la Research & Innovation Week dell'Unione Europea.
Dal 2013 al 2020 Roberto Navigli è stato Associate Editor della rivista Artificial Intelligence. Tra il 2017 e il 2023, Navigli è stato membro della commissione ERC Starting Grant per il settore dell'informatica.
Nel 2025 è stato General Chair della conferenza mondiale di elaborazione del linguaggio naturale e linguistica computazionale ACL.
Navigli ha fondato Babelscape, uno spinoff universitario focalizzato sulla comprensione e generazione neuro-simbolica del linguaggio. Nel 2025 ha guidato il team di Babelscape che si è occupato dell'elaborazione e della produzione del linguaggio del robot Adriano realizzato per la Camera di Commercio di Roma, menzionato come "il primo dipendente robotico della pubblica amministrazione".

## Premi e riconoscimenti
Navigli è stato riconosciuto Fellow da diverse associazioni internazionali di intelligenza artificiale e linguistica computazionale. Nel 2025, è stato eletto Fellow dell'Association for the Advancement of Artificial Intelligence (AAAI) "per i contributi significativi alla comprensione del linguaggio naturale multilingue e per lo sviluppo di metodi ampiamente riconosciuti per la costruzione di risorse di conoscenza, la disambiguazione del testo e il parsing semantico", nel 2024 Fellow della European Association for Artificial Intelligence (EurAI) "per i suoi contributi fondamentali in varie aree dell'elaborazione del linguaggio naturale, tra cui il suo lavoro pionieristico sulla comprensione del linguaggio naturale multilingue e interlingue" e, nello stesso anno, Fellow di ELLIS (European Laboratory for Learning and Intelligent Systems); nel 2023, è stato nominato Fellow della Association for Computational Linguistics (ACL) "per i contributi significativi alle risorse lessico-semantiche multilingue e per la visione unificante della semantica multilingue a livello di lessico e di frase". 
Nel 2023 e nel 2017 ha vinto l'Artificial Intelligence Journal Prominent Paper Award, rispettivamente "per gli eccezionali contributi alla rappresentazione multilingue dei significati sotto forma di vettori lessicali e semantici, latenti ed espliciti" e per "contributi eccezionali alla costruzione automatica di grandi basi di conoscenza e reti semantiche a partire da fonti di dominio pubblico come Wikipedia e WordNet". Ha vinto anche diversi Outstanding Paper Award alle conferenze ACL 2024, ACL 2023 e NAACL 2021 e il Best Resource Paper Award alla conferenza ACL 2022. Navigli ha anche vinto il premio biennale Marco Somalvico AIxIA 2013 assegnato al miglior giovane ricercatore italiano nel campo dell'Intelligenza Artificiale e il premio Marco Cadoli AIxIA 2007 per la migliore tesi di dottorato in Intelligenza Artificiale.
Per il lavoro su BabelNet e "per il lavoro innovativo sul superamento delle barriere linguistiche attraverso una rete semantica e un'ontologia lessicalizzata multilingue che fa uso di fonti di dati eterogenee" è risultato vincitore del META (Multilingual Europe Technology Alliance) Prize 2015.

## Pubblicazioni rilevanti
- Roberto Navigli. Word Sense Disambiguation: a Survey in ACM Computing Surveys, 41(2), ACM Press, 2009, pp. 1-69.
- Roberto Navigli, Simone Paolo Ponzetto. 2012. BabelNet: The automatic construction, evaluation and application of a wide-coverage multilingual semantic network in Artificial Intelligence n.193, 2012, pp. 217-250. AIJ Prominent Paper Award[41]
- José Camacho-Collados, Mohammad Taher Pilehvar, Roberto Navigli, Nasari: Integrating explicit knowledge and corpus statistics for a multilingual representation of concepts and entities in Artificial Intelligence n.240, pp. 36-64, 2016. AIJ Prominent Paper Award.[41]
- Simone Conia, Andrea Bacciu, Roberto Navigli, Unifying Cross-Lingual Semantic Role Labeling with Heterogeneous Linguistic Resources in Proceedings of NAACL-HLT 2021, 2021, pp. 338-351. NAACL 2021 Outstanding Paper Award.[44]
- Niccolò Campolungo, Federico Martelli, Francesco Saina, Roberto Navigli, DiBiMT: A Novel Benchmark for Measuring Word Sense Disambiguation Biases in Machine Translation in Proceedings of ACL 2022, pp. 4331-4352, 2022. ACL 2022 Best Resource Paper Award.[45]
- Simone Tedeschi, Johan Bos, Thierry Declerck, Jan Hajic, Daniel Hershcovich, Eduard H. Hovy, Alexander Koller, Simon Krek, Steven Schockaert, Rico Sennrich, Ekaterina Shutova, Roberto Navigli, What's the Meaning of Superhuman Performance in Today's NLU? in Proceedings of ACL 2023, 2023, pp. 12471-12491. ACL 2023 Outstanding Paper Award.[43]
- Roberto Navigli, Marco Pinto, Pasquale Silvestri, Dennis Rotondi, Simone Ciciliano, Alessandro Scirè. NounAtlas: Filling the Gap in Nominal Semantic Role Labeling in Proceedings of ACL, 2024, pp. 16245-16258. ACL 2024 Outstanding Paper Award.[42]